# Tucumania tapiacola
Tucumania tapiacola is een vlinder uit de familie snuitmotten (Pyralidae). De wetenschappelijke naam van deze soort is voor het eerst geldig gepubliceerd in 1925 door Harrison G. Dyar, jr.
De soort komt voor in Argentinië. Ze is genoemd naar de typelocatie, Tapia in de Argentijnse provincie Tucumán.